# Gare de Bellevue
Pour les articles homonymes, voir Gare de Bellevue (homonymie).
Ne doit pas être confondu avec Gare de Bellevue-Funiculaire.
La gare de Bellevue est une gare ferroviaire française de la ligne de Paris-Montparnasse à Brest, située sur le territoire de la commune de Meudon, quartier de Bellevue, dans le département des Hauts-de-Seine, en région Île-de-France.
C'est une gare de la Société nationale des chemins de fer français (SNCF) desservie par les trains de la ligne N du Transilien (réseau Paris-Montparnasse).

## Situation ferroviaire
Établie à 90 mètres d'altitude, la gare de Bellevue est située au point kilométrique (PK) 8,475 de la ligne de Paris-Montparnasse à Brest, entre les gares de Meudon et de Sèvres-Rive-Gauche.

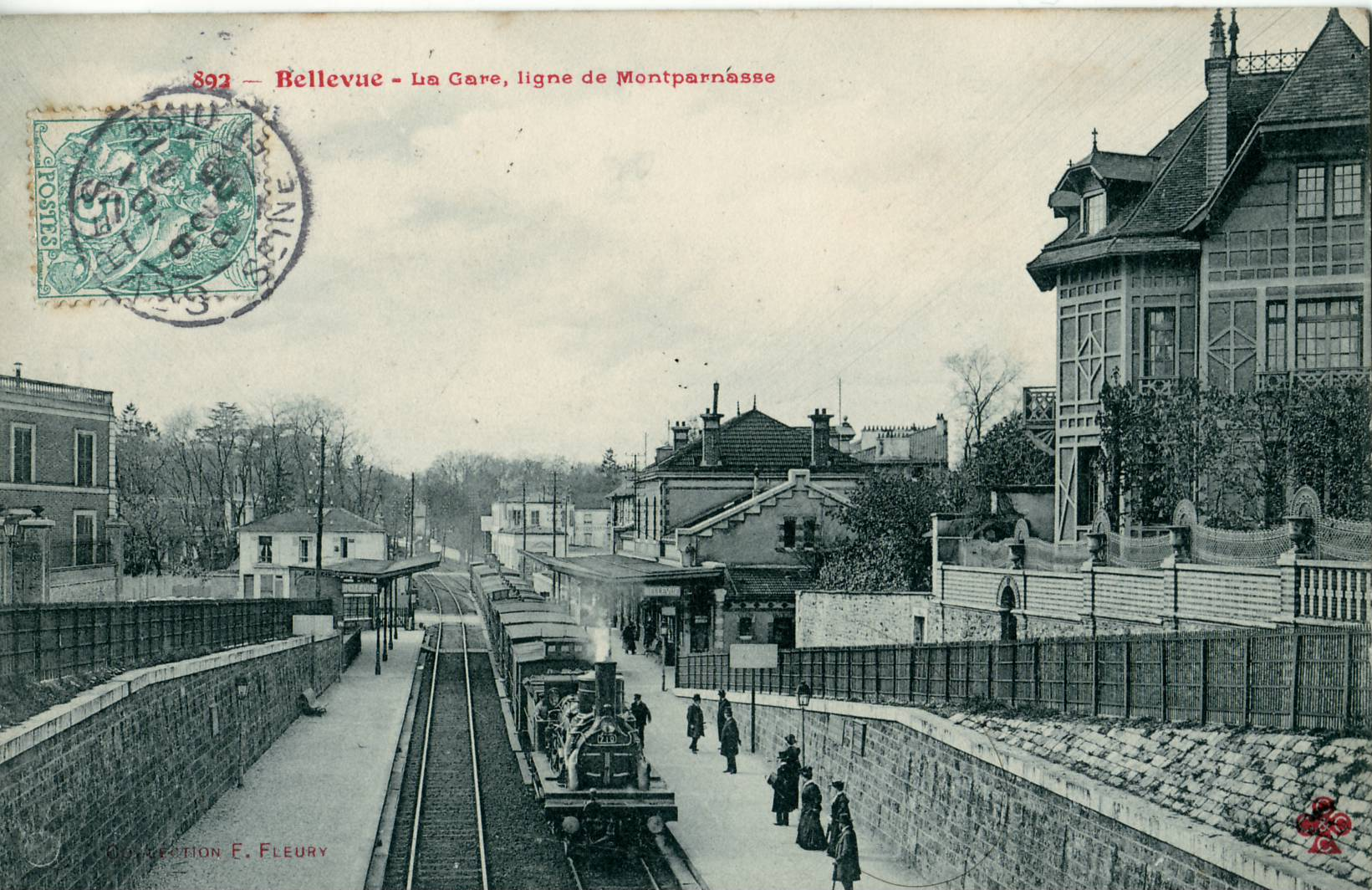
La gare en 1905.

## Histoire
Elle est mise en service le 10 septembre 1840 avec l'ouverture de la voie entre la gare de Paris-Montparnasse et la gare de Versailles-Rive-Gauche.
Le nom de la gare est lié au château de Bellevue, construit au XVIIIe siècle pour Madame de Pompadour qu'on appela Bellevue en référence au magnifique panorama qui se découvre depuis cette propriété.
De 1893 à 1934, la gare donnait la correspondance avec la station haute du funiculaire de Bellevue.
Les installations actuelles datent des années 1930, lors du quadruplement des voies de la ligne de Paris-Montparnasse à Versailles-Chantiers par Raoul Dautry dans les années 1930.
En 2019, la SNCF estime la fréquentation annuelle de la gare à 1 326 402 voyageurs contre 1 346 821 en 2018.

## Service des voyageurs

### Accueil
La gare dispose d'un bâtiment voyageurs avec guichet, d'automates Transilien, d'automates grandes lignes, du système d'information sur les circulations des trains en temps réel et de boucles magnétiques pour personnes malentendantes.
Elle est équipée d'un quai central et de deux quais latéraux encadrant quatre voies. Les deux quais latéraux servent uniquement en cas de problèmes ou de travaux sur les voies. Le changement de quai se fait par un passage souterrain.

### Desserte
En 2016, la gare est desservie par des trains de la ligne N du Transilien :
- aux heures de pointe, sur la relation entre Paris-Montparnasse et Sèvres-Rive-Gauche, à raison d'un train toutes les 15 minutes[3]. Les trajets sont assurés par des Z 8800 ;
- aux heures creuses, par les branches Paris - Rambouillet et Paris - Plaisir - Mantes-la-Jolie, à raison d'un train toutes les 15 minutes[3].

Le temps de trajet est d'environ 50 minutes depuis Rambouillet, 1 heure 10 minutes depuis Mantes-la-Jolie, 30 minutes depuis Plaisir - Grignon et 15 minutes depuis Paris-Montparnasse.

### Intermodalité
La gare est desservie par les lignes 169, 389 et TIM du réseau de bus RATP et, la nuit, par les lignes N61 et N160 du réseau Noctilien.

## Galerie de photographies

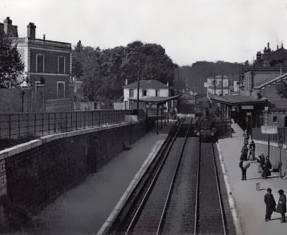
La gare à la fin du XIXe ou au début du XXe siècle.
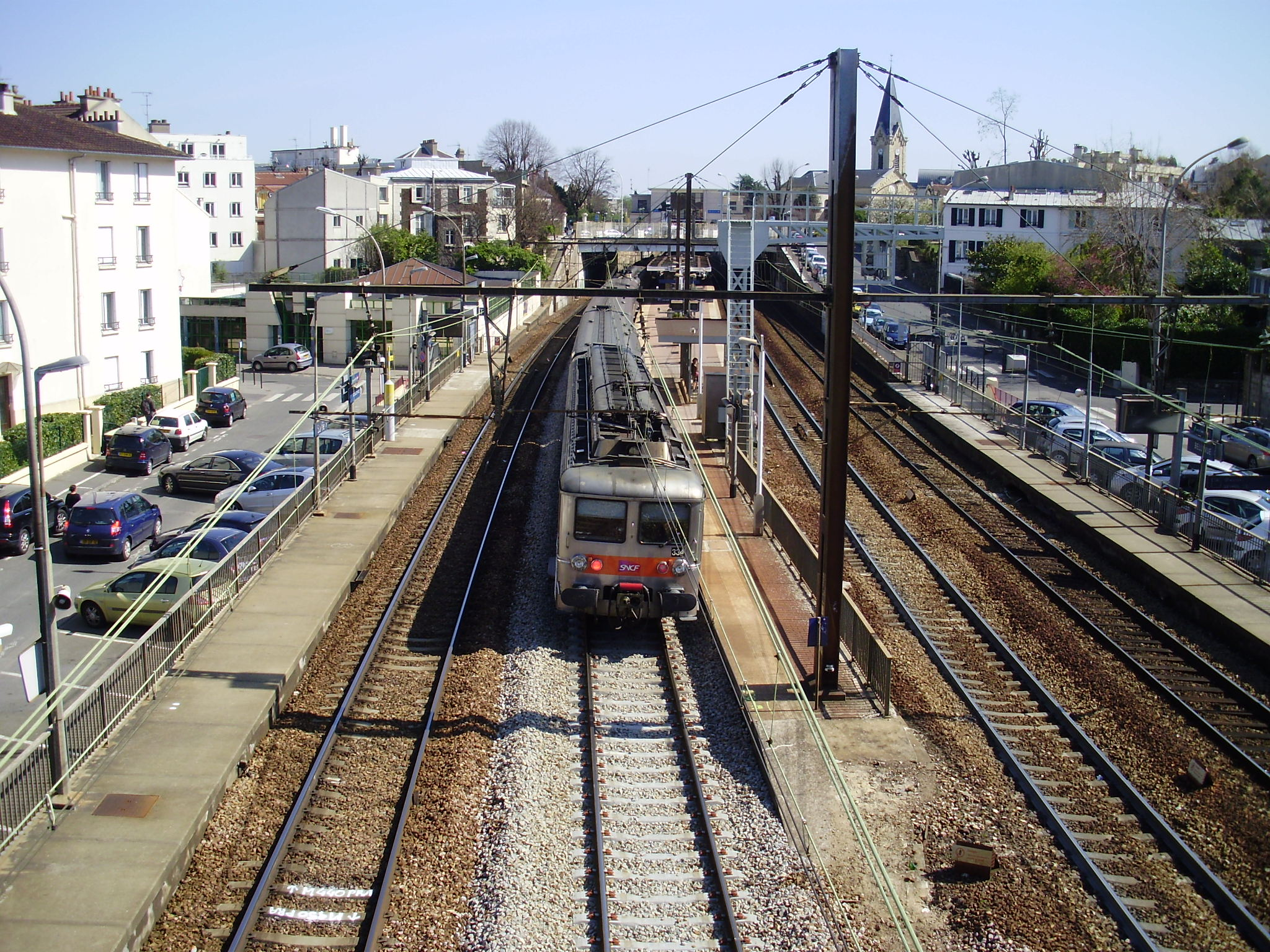
Le quai latéral.
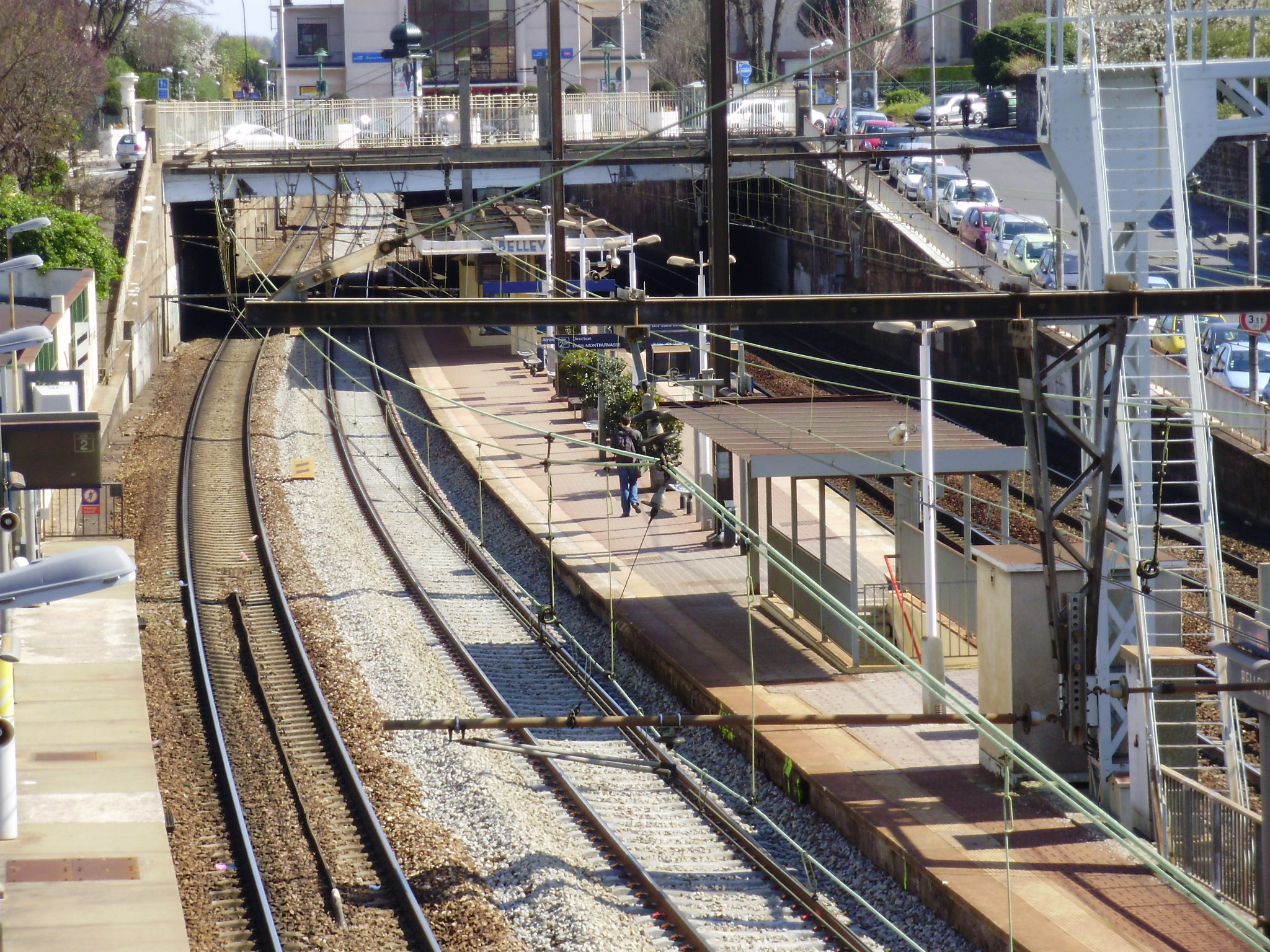
Le quai central.
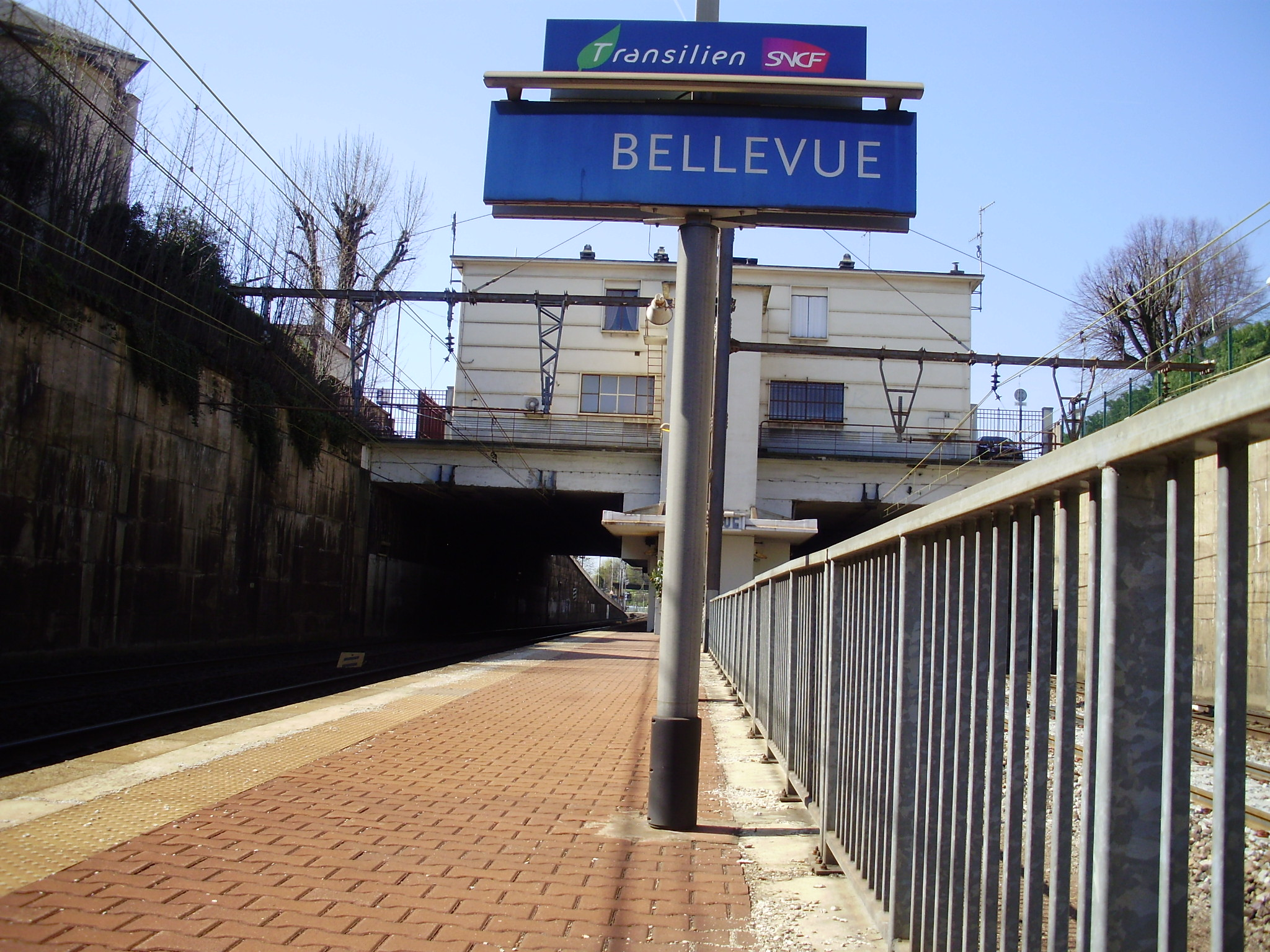
Panneau indiquant le nom de la gare.